# Ingemar Pousette
Vilhelm Ingemar Sigurd Pousette, född 21 maj 1926 i Solna församling i Stockholms län, död 17 december 2000 i Vällingby församling i Stockholm, var en svensk bergsingenjör och direktör.
Ingemar Pousette var son till korrespondenten Sigurd Pousette och Ellen, ogift Andersson. Efter examen från Kungliga tekniska högskolan (KTH) 1951 kom han till Boliden Gruv AB där han var gruvingenjör 1952–1955, avdelningschef 1955–1961 och överingenjör 1961–1963. Han arbetade sedan utomlands som teknisk direktör för Lamco i Liberia 1963–1967. Återkommen till Sverige var han vice VD för AB Förenade Superfosfatfabriken 1967–1970, VD för Munksjö AB 1970–1971 och för IP Ekonomi AB från 1972. Pousette var svensk konsul i Yekepa 1964–1967.
Åren 1950–1971 var han gift med läraren Sara Montan (1924–2004), dotter till kantor André Montan och Hulda Grundström. Från 1971 till sin död var han sedan gift med filosofie magister Gunilla Bouvin (född 1944), dotter till yrkeslärare Erik Bouvin och Ragnhild Bouvin.
Han är begravd på Bromma kyrkogård i Stockholm.